# Love in Portofino (album)
Love in Portofino – album CD / DVD włoskiego śpiewaka Andrei Bocellego, głównie z utworami zarejestrowanymi podczas koncertu zrealizowanego w sierpniu 2012 w słynnym miejscu Piazzetta w Portofino, we Włoszech.
Na DVD zwizualizowano występ Bocellego, który odbył się z rozmachem, w stylistyce teatralnej. Na płytach można usłyszeć utwory z albumu Passione oraz najważniejsze pieśni romantyczne wykonywane uprzednio przez artystę.
Album uzyskał status podwójnie platynowej płyty w Polsce.

## Lista utworów

### Wersja polska – CD
Utwory 1-10 to sładanka utworów na żywo z innego okresu, zaś 11-17 pochodzą z koncertu w Portofino.
1. "Love in Portofino"
2. "A mano a mano"
3. "When I Fall in Love" feat. Chris Botti
4. "Champán (Spanish)"
5. "Love Me Tender"
6. "Quizás, Quizás, Quizás", duet with Jennifer Lopez
7. "Las hojas muertas (Autumn Leaves)" feat. Veronica Berti
8. "L'appuntamento (Sentado à Beira do Caminho)"
9. "Senza fine"
10. "La vie en rose" feat. Edith Piaf
11. "When I Fall in Love" feat. Helene Fischer & Chris Botti
12. "Sarà settembre (September Morn)"
13. "Qualche stupido "Ti amo" (Something Stupid)" feat. Veronica Berti
14. "Era già tutto previsto"
15. "Tristeza"
16. "Roma nun fa' la stupida stasera"
17. "Ma dove sei" feat. David Garrett

### Wersja polska – DVD
Na wersji DVD z płytą CD zamieszczono tylko utwory 1-7 i 16-18.
1. "Il nostro incontro" featuring Chris Botti
2. "Senza fine"
3. "Anema e core"
4. "Quizás, Quizás, Quizás", duet with Caroline Campbell
5. "A mano a mano"
6. "Perfida"
7. "Champagne"
8. "Corcovado" – "Quiet Nights Of Quiet Stars", duet with Sandy
9. "Tristeza"
10. "La Vie En Rose" – with excerpts performed by Edith Piaf
11. "Qualche stupido "Ti Amo" (Something Stupid)", duet with Veronica Berti
12. "Besame Mucho"
13. "Love Me Tender"
14. "Sarà settembre (September Morn)"
15. "When I Fall In Love", duet with Helene Fischer
16. "Roma nun fa' la stupida stasera"
17. "Era già tutto pervisto"
18. "Love in Portofino"
19. "La mia via (My Way)"